# Флаг муниципального округа Беговой
Флаг муниципального образования Бегово́й в Северном административном округе города Москвы Российской Федерации — опознавательно-правовой знак, служащий официальным символом муниципального образования.
Первоначально данный флаг был утверждён 27 апреля 2004 года как флаг муниципального образования Беговое.
Законом города Москвы от 11 апреля 2012 года № 11, муниципальное образование Беговое было преобразовано в муниципальный округ Беговой.
Решением Совета депутатов муниципального округа Беговой от 18 декабря 2018 года флаг муниципального образования Беговое был утверждён флагом муниципального округа Беговой.
Флаг внесён в Государственный геральдический регистр Российской Федерации с присвоением регистрационного номера 12147.

## Описание
Описание флага, утверждённое 27 апреля 2004 года, гласило:
«Флаг муниципального образования Беговое представляет собой двустороннее, прямоугольное полотнище с соотношением сторон 2:3.
Полотнище флага состоит из трёх горизонтальных полос: зелёной, белой и красной.
Ширина верхней, зелёной полосы составляет 11/16 ширины полотнища, ширина средней, белой полосы составляет 1/40 ширины полотнища, ширина нижней, красной полосы составляет 11/60 ширины полотнища.
На зелёной полосе помещено изображение жёлтой скачущей лошади. Габаритные размеры изображения составляют 1/2 длины и 1/2 ширины полотнища. Центр изображения равноудалён от боковых краёв полотнища и на 1/8 смещён к верхнему краю полотнища от его центра.
В центре красной полосы помещено изображение белого тележного колеса с восемью спицами. Габаритные размеры изображения составляют 1/6 длины и 1/4 ширины полотнища».
Описание флага, утверждённое 18 декабря 2018 года, гласит:
«Прямоугольное двухстороннее полотнище с отношением ширины к длине 2:3, воспроизводящее фигуры из герба муниципального округа Беговой, выполненные зелёным, красным, белым и жёлтым цветом».
Геральдическое описание герба муниципального округа Беговой гласит: «В зелёном поле над червлёной, тонко окаймлённой серебром оконечностью, обременённой серебряным колесом о восьми спицах — золотой скачущий конь».

## Обоснование символики
История заселения территории, которая сейчас принадлежит муниципальному округу Беговой, начинается в XIV—XV веках, когда проложенные по этой территории торговые пути стали очень оживленными.
Символика скачущего коня многозначна:
— конь символизирует слободы ямщиков на Ямском поле, селившихся на этих землях с XV века по указу Ивана Грозного;
— скачущий конь также символизирует Центральный Московский ипподром, основанный в 1834 году, благодаря которому местность получила своё название.
Красная полоса аллегорически символизирует Ходынское военное поле — с конца XVIII века место постоянного размещения летних лагерей войск Московского гарнизона.
Колесо символизирует Волоцкую дорогу и Санкт-Петербургское шоссе (ныне Ленинградский проспект) — важные транспортные артерии Москвы, проходящие по территории муниципального округа Беговой.
Примененные во флаге цвета символизируют:
зелёный цвет — символ жизни, молодости, природы, роста, здоровья. Зелёный цвет также символизирует государевы сады и городские выгоны, располагавшиеся некогда на территории муниципального округа Беговой;
красный цвет — символ труда, мужества, жизнеутверждающей силы, красоты и праздника;
белый цвет (серебро) — символ чистоты, невинности, верности, надежности и доброты;
жёлтый цвет (золото) — символ высшей ценности, солнечной энергии, богатства, силы, устойчивости и процветания.